# Prusias ad Hypium
Prusias ad Hypium est le nom d'un diocèse de l'église primitive aujourd'hui désaffecté.
Son nom est utilisé comme siège titulaire pour un évêque chargé d'une autre mission que la conduite d'un diocèse contemporain.
Il est actuellement vacant. Son dernier titulaire catholique était Mgr José Salazar López, évêque coadjuteur de Zamora au Mexique.

## Situation géographique
Ce diocèse était situé dans la province romaine d'Honoriade, à cheval sur la Bithynie et la Paphlagonie, en Asie mineure.

## Liste des évêques catholiques titulaires de ce diocèse
| Début      | Fin        | Nat.       | Nom                            | Fonction exercée                                     |
| ---------- | ---------- | ---------- | ------------------------------ | ---------------------------------------------------- |
| 16/03/1863 | ??/??/???? | Pologne    | Mgr Paolo Rezwuski             | Évêque auxiliaire de Varsovie                        |
| 02/04/1914 | 26/08/1921 | Brésil     | Mgr Francisco de Aquino Correa | Évêque auxiliaire de Cuiabá                          |
| 23/12/1923 | 03/11/1933 | Italie     | Mgr Uberto Fiodo               | Évêque émérite de Castellammare di Stabia            |
| 11/12/1933 | 19/07/1946 | États-Unis | Mgr Rodolfo Orler              | Vicaire apostolique de Bahr el-Ghazal (Soudan)       |
| 13/12/1947 | 27/03/1954 | France     | Mgr Paul Pinier                | Évêque auxiliaire d'Alger                            |
| 23/06/1954 | 20/11/1957 | Brésil     | Mgr José Távora                | Évêque auxiliaire de São Sebastião do Rio de Janeiro |
| 11/02/1958 | 10/12/1960 | Chili      | Mgr Bernardino Piñera Carvallo | Évêque auxiliaire de Talca                           |
| 22/05/1961 | 15/09/1967 | Mexique    | Mgr José Salazar López         | Évêque coadjuteur de Zamora                          |

## Sources
- (en) Fiche sur le site catholic-hierarchy.org